# Donatella Conzatti
Donatella Conzatti (Rovereto, 20 febbraio 1974) è una politica italiana, è stata segretaria della Commissione Bilancio del Senato della Repubblica e vicepresidente della Commissione parlamentare di inchiesta sul femminicidio e su ogni forma di violenza di genere.

## Biografia
Nata a Rovereto, nella Provincia autonoma di Trento, ha vissuto tra Trentino-Alto Adige, Veneto e Lombardia. Ha conseguito la maturità scientifica al Liceo Antonio Rosmini di Rovereto, laureandosi poi in Economia e Commercio ad indirizzo aziendale presso l’Università degli Studi di Trento con una tesi in diritto tributario. Nel 2003 ha conseguito un Master in diritto tributario presso la 24ORE Business School, di Palamon Capital Partners, precedentemente di proprietà de Il Sole 24 Ore
È iscritta nel Registro dei Revisori Legali del Ministero dell'Economia dal 2003, nonché all’Ordine dei Dottori Commercialisti ed Esperti Contabili e all’Albo dei Consulenti Tecnici del Giudice dal 2004. Dal 2023 è iscritta all'Albo dei gestori della crisi d'impresa del Ministero della Giustizia.
È iscritta nell’Elenco degli Esperti della Prassi di riferimento UNI/PdR 125:2022 – Certificazione parità di genere tenuto da Unioncamere per conto del Dipartimento pari opportunità della Presidenza Consiglio dei Ministri (https://www.unioncamere.gov.it/comunicazione/primo-piano/certificazione-parita-di-genere-elenco-di-esperti-sulla-prassi-unipdr-1252022) e Auditor/Lead Auditor UNI/PdR 125:2022 Linee Guida sul Sistema di Gestione per la Parità di Genere.

### Carriera politica
Esordisce in politica in Trentino-Alto Adige, e nel 2010 viene eletta consigliere di Comunità di Valle con il movimento "Comunità Civica" di cui è coordinatrice. Nel 2013, il movimento aderisce a Scelta Civica di Mario Monti, partito con cui si candida alla Camera dei Deputati nella circoscrizione Trentino-Alto Adige. Non risultando eletta, viene comunque nominata nella Segreteria politica nazionale del partito centrista.
Nel 2014 si candida alla segreteria politica del partito territoriale autonomista Unione per il Trentino e viene eletta con una tesi di apertura ai mondi civici popolari e riformisti. Successivamente lascia l'UpT e si avvicina nuovamente a Scelta Civica sotto la segreteria di Enrico Zanetti che, dopo aver sostenuto il Governo di Matteo Renzi, nel 2018 concorre alla costituzione della lista elettorale Noi con l'Italia - UDC, all'interno della coalizione di centro-destra. Conzatti viene quindi scelta dalla coalizione come candidata alle elezioni politiche del 2018 nel collegio uninominale Trentino-Alto Adige - 02 (Rovereto) e viene eletta senatrice con il 37,4% dei voti. Si iscrive al gruppo di Forza Italia al Senato.
Il 10 settembre 2019 non partecipa al voto di fiducia del governo Conte II, andando contro le indicazioni di Forza Italia di votare contro. Il successivo 18 settembre annuncia l'adesione ad Italia Viva, il nuovo partito fondato da Matteo Renzi di stampo liberale e centrista, aderendo al relativo gruppo parlamentare al Senato "Italia Viva-PSI".
Il 10 settembre 2020 viene nominata componente della Cabina di regia nazionale di Italia Viva. Contestualmente viene nominata coordinatrice regionale del partito in Trentino-Alto Adige. Alle elezioni amministrative di Trento nel 2020, guida il partito che con il 5,2% ha garantito al sindaco Franco Ianeselli la vittoria al primo turno.
Alle elezioni politiche anticipate del 2022 viene ricandidata al Senato sia nel collegio uninominale Trentino-Alto Adige - 02 (Rovereto), sostenuta dalla lista "Alleanza Democratica per l'Autonomia" (formata da PD-IDP, AVS, +Europa, Az-IV e Campobase), che nel collegio plurinominale Lombardia - 03 per la lista Azione - Italia Viva in quarta posizione. Nell'uninominale ottiene il 36,56% dei voti e viene sconfitta per una manciata di voti (216), mentre nel plurinominale risulta la seconda dei non eletti, rimanendo quindi esclusa dal Parlamento della XIX legislatura, pur avendo presentato ricorso motivato in Giunta delle elezioni e delle immunità parlamentari. Alle stesse elezioni ha condotto il partito con il simbolo Azione - Italia Viva Trentino, ottenendo l’8,4% in Trentino e il 6,1% a livello regionale.
Nel 2023 ha distinto Italia Viva in Trentino-Alto Adige per l'utilizzo di un metodo politico partecipato, noto come il Tour SCELTA.
Nel 2024 ha guidato Italia Viva per le Elezioni europee con la lista Stati Uniti d’Europa. La Lista a livello nazionale ha totalizzato 877.138 e fermandosi sottosoglia al 3,76%. In Trentino la Lista ha ottenuto il 3,81% dei voti.

### Attività parlamentare
Svolge l'incarico di segretario della 5ª Commissione Bilancio del Senato , di segretario della Commissione parlamentare di inchiesta sul femminicidio e su ogni forma di violenza di genere, ed è membro della Commissione bicamerale per le questioni regionali.
Nel corso della sua carriera parlamentare si è distinta per l'impegno a favore della parità di genere e per il contrasto alla violenza contro le donne.
Importanti sono le sue battaglie parlamentari per la lotta contro i tumori che, nel 2022 la portano a vincere il Cancer Policy Award 2022 per il finanziamento degli screening per la diagnosi precoce, ed a depositare il Disegno di legge per il diritto all’oblio oncologico, divenuto poi Legge nella successiva XIX Legislatura.

## Vita privata
È sposata con un collega Dottore Commercialista e madre di tre figli.